# Nishan-e-Haider
A Nishan-e-Haider ou Nishan-e-Hyder (em urdu: نشان حیدر, "Emblema de Haider, em que Haider é o epíteto of Hazrat Ali e significa "Leão", abreviado como NH) é a mais alta condecoração militar concedida pelas forças armadas do Paquistão. Foi criada em 1957 após Paquistão de ter tornado uma república; no entanto, tinha efeitos retroactivos desde a instituição da independência em 1947. É concedida a todo o pessoal militar, sem distinção do seu posto, por bravura extraordinária em combate. É uma condecoração exclusiva, considerada a mais alta e só é atribuída àqueles que perderam a vida: apenas 10 medalhas, a título póstumo, foram entregues até esta dada (2011). No entanto, a morte de um militar durante um acto de extrema coragem, não é condição obrigatória para ser candidato à medalha. Dos 10 condecorados, 9 pertenciam ao exército e um à força aérea.
A medalha Nishan-e-Haider é feita do metal das armas dos inimigos que se renderam.

## Titulares
1. Capitão Muhammad Sarwar Shaheed (1910 - 1948)
2. Major Muhammad Tufail Shaheed (1914 - 1958)
3. Major Raja Aziz Bhatti Shaheed (1928 - 1965)
4. Major Muhammad Akram Shaheed (1938 – 1971)
5. Oficial-aviador Rashid Minhas Shaheed ( 1951 - 1971)
6. Major Shabbir Sharif Shaheed (1943 - 1971)
7. Sowar Muhammad Hussain Shaheed (1949 - 1971)
8. Lance Naik Muhammad Mahfuz Shaheed (1944 - 1971)
9. Capitão Karnal Sher Khan Shaheed (1970 - 1999)
10. Havildar Lalak Jan Shaheed (1967 - 1999)